# مايك ايسبوسيتو (فنان قصص مصورة)
مايك ايسبوسيتو (بالإنجليزية: Mike Esposito)‏ هو فنان قصص مصورة ورسام رسوم متحركة أمريكي، ولد في 14 يوليو 1927 في نيويورك في الولايات المتحدة، وتوفي في 24 أكتوبر 2010 في مقاطعة سوفولك في الولايات المتحدة.